# Бюкле
Бюкле (норв. Bykle) — коммуна в губернии Эуст-Агдер в Норвегии. Административный центр коммуны — город Бюкле. Официальный язык коммуны — нюнорск. Население коммуны на 2007 год составляло 919 чел. Площадь коммуны Бюкле — 1467,29 км², код-идентификатор — 0941.

## История населения коммуны
Население коммуны за последние 60 лет.